# Langenbernsdorf
Langenbernsdorf é um município da Alemanha, situado no distrito de Zwickau, no estado da Saxônia. Tem 36,37 km² de área, e sua população em 2019 foi estimada em 3.597 habitantes.